# مفتاح إدخال
مفتاح الإدخال أو مفتاح الرجوع (بالإنجليزية: Enter key)‏ أو مفتاح إنتر هو مفتاح في لوحة مفاتيح الحاسوب وظيفته إدخال أو البدء في التنفيذ وهو بديل لزر موافق وكان أول استخدم الزر عبر نظامين هما نظام التشغيل ماك وشركة مايكروسوفت.

## وظائف
ترجع أصول مفتاح الإرجاع إلى وظيفتين من وظائف الآلة الكاتبة: إرجاع الحامل، الذي من شأنه أن يعيد حامل الورقة إلى بداية سطر النص، وسطر جديد، الذي من شأنه أن يدفع الورقة سطرًا واحدًا إلى أسفل. وغالبًا ما كانت هاتان الوظيفتان تدمجان في مفتاح إرجاع واحد، وهو اصطلاح مستمر في معالجة النصوص الحديثة على الحاسوب لإدراج فاصل بين الفقرات (¶).
يعد مفتاح الإدخال ابتكارًا حاسوبيًا يؤدي في معظم الحالات إلى تشغيل سطر الأوامر أو نموذج النافذة أو نافذة حوار لوظيفته الافتراضية. يكون هذا عادةً لإنهاء "إدخال" وبدء العملية المطلوبة، وعادةً ما يكون بديلاً عن النقر على زر موافق. بالإضافة إلى ذلك، يمكن أن يعمل كزر يساوي = في برامج الآلة الحاسبة. في الحواسيب الحديثة، يتمتع كلا المفتاحين عمومًا بجميع وظائف الآخر، مما يسمح باستخدام أي من المفتاحين، أو حتى دمج المفتاحين في مفتاح واحد، كما هو الحال في معظم الحواسيب المحمولة. لا يميز مايكروسوفت ويندوز بين المفتاحين على الإطلاق، وعادةً ما يتم تسمية كلا المفتاحين على أنهما مفتاح إدخال على لوحات مفاتيح ويندوز ذات التصميم الأمريكي. أما أنظمة التشغيل الأخرى، مثل أنظمة تشغيل Apple المستندة إلى داروين، فتتعامل معهما بشكل عام بشكل متساوٍ مع الحفاظ على التمييز التقني والوصفي، مما يسمح للتطبيقات بمعاملة المفتاحين بشكل مختلف إذا لزم الأمر.

## مراجع

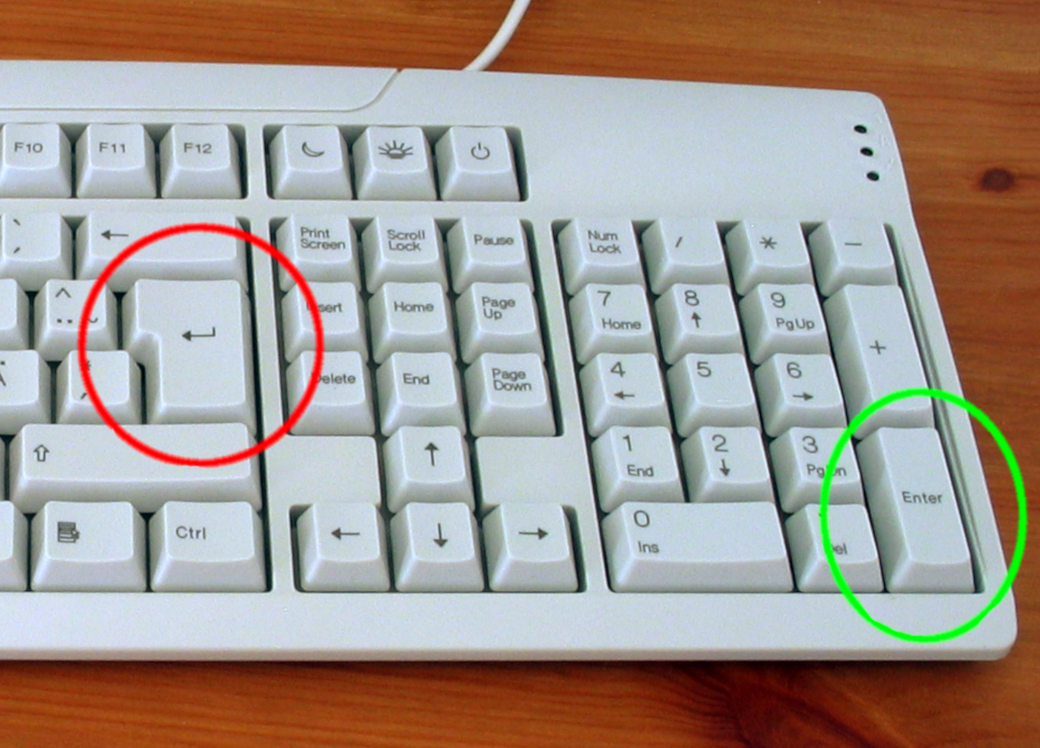
موقعه في لوحة المفاتيح

## هوامش
1. ↑  في لوحات مفاتيح آبل